# Episodi di The Tomorrow People
La prima e unica stagione della serie televisiva The Tomorrow People, composta da 22 episodi, è stata trasmessa sul canale statunitense The CW dal 9 ottobre 2013 al 5 maggio 2014.
In Italia è stata trasmessa su Italia 1 dal 10 gennaio al 10 giugno 2014.
| nº | Titolo originale       | Titolo italiano            | Prima TV USA     | Prima TV Italia  |
| -- | ---------------------- | -------------------------- | ---------------- | ---------------- |
| 1  | Pilot                  | Benvenuto tra noi          | 9 ottobre 2013   | 10 gennaio 2014  |
| 2  | In Too Deep            | Doppio gioco               | 16 ottobre 2013  | 17 gennaio 2014  |
| 3  | Girl, Interrupted      | Una ragazza difficile      | 23 ottobre 2013  | 24 gennaio 2014  |
| 4  | Kill or Be Killed      | Uccidi o sarai ucciso      | 30 ottobre 2013  | 31 gennaio 2014  |
| 5  | All Tomorrow's Parties | Un party di sangue         | 6 novembre 2013  | 7 febbraio 2014  |
| 6  | Sorry for Your Loss    | Legami di famiglia         | 13 novembre 2013 | 14 febbraio 2014 |
| 7  | Limbo                  | Nel limbo                  | 20 novembre 2013 | 28 febbraio 2014 |
| 8  | Thanatos               | Una scomoda verità         | 4 dicembre 2013  | 7 marzo 2014     |
| 9  | Death's Door           | Oltre la morte             | 11 dicembre 2013 | 11 marzo 2014    |
| 10 | The Citadel            | La cittadella              | 15 gennaio 2014  | 18 marzo 2014    |
| 11 | Rumble                 | La forza del passato       | 22 gennaio 2014  | 25 marzo 2014    |
| 12 | Sitting Ducks          | Agguato mortale            | 29 gennaio 2014  | 1º aprile 2014   |
| 13 | Things Fall Apart      | Lotte di potere            | 5 febbraio 2014  | 8 aprile 2014    |
| 14 | Brother's Keeper       | Il custode di mio fratello | 26 febbraio 2014 | 15 aprile 2014   |
| 15 | Enemy of My Enemy      | Il nemico del mio nemico   | 5 marzo 2014     | 22 aprile 2014   |
| 16 | Superhero              | Primula rossa              | 17 marzo 2014    | 29 aprile 2014   |
| 17 | Endgame                | Il fondatore               | 24 marzo 2014    | 6 maggio 2014    |
| 18 | Smoke and Mirrors      | Alleanze improbabili       | 31 marzo 2014    | 13 maggio 2014   |
| 19 | Modus Vivendi          | Modus vivendi              | 14 aprile 2014   | 30 maggio 2014   |
| 20 | A Sort of Homecoming   | Un ritorno inaspettato     | 21 aprile 2014   | 6 giugno 2014    |
| 21 | Kill Switch            | Meccanismi di difesa       | 28 aprile 2014   | 10 giugno 2014   |
| 22 | Son of Man             | Figlio dell'uomo           | 5 maggio 2014    | 10 giugno 2014   |

## Benvenuto tra noi
- Titolo originale: Pilot
- Diretto da: Danny Cannon
- Scritto da: Phil Klemmer

### Trama
Stephen Jameson è un adolescente di 16 anni che vive a New York City, a cui capita di svegliarsi in luoghi diversi senza sapere come e perché, fino a quando una giovane donna, di nome Cara, gli spiega che lui è di una specie diversa chiamati Homo Superior, o Tomorrow People. Cara lo porta in una struttura sotterranea, un'ex stazione della metropolitana di New York, dove incontra John e Russell, persone con gli stessi poteri speciali come lui. Un super-computer con intelligenza artificiale, noto come TIM, gestisce l'impianto, mentre John è il leader del piccolo gruppo di giovani telepatici. John ha alcuni problemi di fiducia, ma Cara e gli altri credono che Stephen porterà i Tomorrow People in un luogo dove si può essere al sicuro dal loro nemico, l'Ultra. Jedikiah, che si rivela essere lo zio di Stephen, gestisce l'Ultra. Le cose cambiano quando Stephen decide di lavorare per suo zio, al fine di scoprire cosa è successo a suo padre. Stephen, scopre alcuni nuovi poteri sorprendenti di cui nessuno era a conoscenza.
- Ascolti USA: 2 320 000 telespettatori – share 18-49 anni 2%[2]
- Ascolti Italia: 2 446 000 telespettatori - share 9,40%[3]

## Doppio gioco
- Titolo originale: In Too Deep
- Diretto da: Danny Cannon
- Scritto da: Phil Klemmer e Jeff Rake (sceneggiatura); Greg Berlanti e Phil Klemmer (soggetto)

### Trama
Stephen sta lavorando per l'Ultra come agente infiltrato per i Tomorrow People. John non si fida di Stephen, ma Cara crede che Stephen porterà il loro popolo verso la salvezza. La sua prima missione è di catturare un nuovo mutante Kurt, che aveva rapinato una banca controllando psichicamente una guardia di sicurezza. Quando Stephen scopre che l'Ultra vuole uccidere Kurt invece di neutralizzare i suoi poteri, si sente parte di un genocidio, tanto più che a causa della loro natura i Tomorrow People non possono uccidere. Così riesce a salvare Kurt dall'Ultra. Mentre Stephen subisce il suo primo controllo della mente da parte di una donna telepatica che entrando nella sua testa può leggere tutti i suoi ricordi, Cara gli fornisce l'aiuto necessario a passare il controllo per non rivelare il rifugio sotterraneo dei Tomorrow People. Con le missioni che diventano sempre più pericolose, Stephen vuole lasciare l'Ultra, ma John, che sta cominciando a fidarsi di lui, è convinto che Stephen dovrebbe rimanere all'Ultra e lavorare dall'interno per riferire tutte le mosse dell'organizzazione a loro.
- Ascolti USA: 2 150 000 telespettatori – share 18-49 anni 2%[4]
- Ascolti Italia: 2 003 000 telespettatori - share 7,60%[5]

## Una ragazza difficile
- Titolo originale: Girl, Interrupted
- Diretto da: Danny Cannon
- Scritto da: Micah Schraft e Pam Veasey

### Trama
Stephen incontra il suo nuovo partner, una collega telepate, l'Agente Darcy Nichols, che cerca di sviluppare il suo nuovo potere di fermare il tempo. Nel frattempo, ai Tomorrow People viene l'idea di collegarsi con il mainframe dell'Ultra avvalendosi di Stephen. Stephen, guidato da Cara, ci riesce, ma i ricordi del passato di Cara la confondono, mettendo in pericolo la missione. Il mainframe tira fuori il nome di un nuovo metamorfa, ma si rivela essere una trappola e Cara viene catturata. Jedikiah chiede a Stephen di neutralizzare i poteri di Cara. L'Ultra crede che egli l'abbia fatto con successo, ma Stephen ha fermato il tempo e le ha iniettato una fiala di soluzione salina. Durante una festa, Stephen sente telepaticamente una compagna di classe, Emily, pensare al suicidio ma non può aiutarla con il rischio di mostrare i suoi poteri. Allora Cara interviene al suo posto e lo aiuta a salvare la vita ad Emily, senza mostrare i poteri. La sua migliore amica, Astrid, però lo vede teletrasportarsi e gli chiede spiegazioni. Un flashback mostra Cara, cinque anni prima, quando lei era una ragazza sorda, nel momento in cui viene violentata da un ragazzo; per difendersi, istintivamente usa i poteri di cui dispone e ne provoca la morte. Per questo motivo la polizia la imprigiona, ma lei riesce a teletrasportarsi tornando a casa, dove scopre di essere in grado di parlare e sentire. Il padre però, per paura della famiglia del ragazzo morto, non l'accoglie ma le dà solo dei soldi per scappare.
- Ascolti USA: 1 920 000 telespettatori – share 18-49 anni 2%[6]
- Ascolti Italia: 2 074 000 telespettatori - share 7,86%[7]

## Uccidi o sarai ucciso
- Titolo originale: Kill or Be Killed
- Diretto da: Guy Bee
- Scritto da: Nicholas Wootton e Alex Katsnelson

### Trama
Killian McCrane (Jason Dohring), un ex-agente dell'Ultra, torna per incontrare John. Killian è diverso dagli altri perché è in grado di uccidere e lo mette alla prova per determinare se lui è un degno avversario facendo esplodere sei bombe tutte in una volta. John disattiva con successo le bombe usando velocemente il teletrasporto. Nel frattempo, Jedikiah è invitato a una cena di famiglia dalla signora Jameson, madre di Stephen, al fine di scoprire che cosa Stephen stia facendo per lui, pensando che sia la stessa cosa che faceva suo padre. John si incontra con Jedikiah, che gli propone di lavorare insieme per trovare Killian. John e Killian hanno uno scontro in un garage, ma Jedikiah manda una squadra per uccidere entrambi. John teletrasporta il suo avversario nel bosco, e rivela a Killian il motivo per cui ha lasciato l'Ultra: anche lui è stato modificato geneticamente per essere un assassino. Infine John spara a Killian uccidendolo.
- Ascolti USA: 1 720 000 telespettatori – share 18-49 anni 1%[8]
- Ascolti Italia: 1 790 000 telespettatori - share 6,73%[9]

## Un party di sangue
- Titolo originale: All Tomorrow's Parties
- Diretto da: Nick Copus
- Scritto da: Leigh Dana Jackson e Grainne Godfree

### Trama
Al gruppo dei Tomorrow People si unisce una ragazza di nome Irene, un vero e proprio mago della genetica. Cara chieda a Stephen di portargli il siero che gli Ultra utilizzano per disattivare i poteri, per poterlo fare analizzare dalla ragazza affinché possa trovare un antidoto. Cara convince John ad andare in gruppo a un party vincendo un combattimento con lui. L'Ultra scopre dove si svolge la festa e vi si infiltra; scoppia una sparatoria con morti e feriti, tra cui Irene. Durante la fuga John salva Cara, sparando a un agente dell'Ultra, rivelandole però così di essere in grado d'uccidere. Successivamente si scopre che a parlare della festa ai nemici sia stato Kurt, uno dei Tomorrow People, costretto da Jedikiah su minaccia di morte nei confronti della madre. Cara arrabbiata e delusa da ciò prende il siero, che era stato procurato da Stephen, e lo inietta a Kurt. La puntata si conclude con Stephen che mostra i propri poteri ad Astrid, sempre più sospettosa.
- Ascolti USA: 1 560 000 telespettatori – share 18-49 anni 2%[10]
- Ascolti Italia: 1 953 000 telespettatori - share 7,30%[11]

## Legami di famiglia
- Titolo originale: Sorry for Your Loss
- Diretto da: Nathan Hope
- Scritto da: Jeff Rake e Ray Utarnachitt

### Trama
Il computer TIM informa Russel che suo padre è morto. Dei flashback mostrano come Russel da giovane, fosse un bravissimo pianista, ma avesse un padre severo. John decide di accompagnarlo al funerale. Nel frattempo nella città giunge una nuova Tomorrow People di nome Piper, questa è alla ricerca di sua sorella Darcy la quale è una componente dell'Ultra. A cercare di rintracciare Piper ci pensano Stephen e Cara che in questo periodo instaurano un rapporto sempre più intimo e di forte attrazione fisica reciproca. Successivamente Darcy, in una imboscata dell'Ultra, muore per proteggere sua sorella. L'episodio si conclude con Stephen e Cara che fanno l'amore.
- Ascolti USA: 1 650 000 telespettatori – share 18-49 anni 2%[12]
- Ascolti Italia: 1 795 000 telespettatori - share 6,81%[13]

## Nel limbo
- Titolo originale: Limbo
- Diretto da: Félix Alcalá
- Scritto da: Nicholas Wootton e Micah Schraft

### Trama
I Tomorrow People sono sulle tracce di un nuovo mutante: un maniaco sessuale. Purtroppo Stephen non può aiutarli tramite l'Ultra perché ha deciso di prendersi una pausa dal lavoro per divertirsi un po'. Però, il giovane perde il controllo della situazione e suo zio è costretto a mettergli un bracciale inibitore che gli toglierà i poteri. Nonostante non abbia più i suoi poteri, Sthephen decide comunque di collaborare alla cattura del pericoloso criminale. La "vittoria" non basta, però, a consolarlo dalle pene d'amore dovute al fatto che Cara non ricambia i suoi sentimenti. La puntata si conclude con un tentativo tanto pericoloso quanto audace nel quale Stephen viene portato in fin di vita ed entra in una realtà sconosciuta, il limbo, nel quale prende parte ad un breve colloquio con il padre che gli dice prima di cercare informazioni sul progetto "Thanatos" e poi che per essere riportato in vita, bisogna trovare il suo cadavere.
- Ascolti USA: 1 720 000 telespettatori – share 18-49 anni 2%[14]
- Ascolti Italia: 1 657 000 telespettatori - share 6,31%[15]

## Una scomoda verità
- Titolo originale: Thanatos
- Diretto da: Rob Bailey
- Scritto da: Greg Berlanti e Phil Klemmer (soggetto); Phil Klemmer e Alex Katsnelson (sceneggiatura)

### Trama
Stephen dopo aver visto suo padre nel limbo pensa che se lui riprovasse a morire e poi fermasse il tempo potrebbe riuscire a vedere nuovamente il genitore. Nel frattempo, Cara e Russell si intrufolano nell'Ultra per entrare nella mente di Jedikiah intenti ad impossessarsi di maggiori informazioni su "Thanatos", un misterioso progetto al quale lavorava il padre di Stephen. Jedikiah però se ne accorge e quando Russell sta per teletrasportarsi, lo afferra e si teletrasportano entrambi nel nascondiglio dei Tomorrow People. Jedikiah viene fatto prigioniero e sottoposto ad un interrogatorio estenuante da parte di Cara, la quale per lui non ha più i poteri, e John. Saputo che Jedikiah è stato catturato, l'Ultra si mette a cercarlo tramite una ricerca "telepatica" nella quale vengono amplificati i poteri telepatici attraverso un particolare dispositivo. Successivamente Stephen rivela ai Tomorrow People che esiste una persona a cui Jedikiah è molto affezionato e decidono di rapirla per utilizzarla come riscatto per conoscere più informazioni sul progetto "Thanatos" . Infine Jedikiah viene liberato mentre la sua fidanzata rimane nel rifugio sotto la protezione dei Tomorrow People.
- Ascolti USA: 1 740 000 telespettatori – share 18-49 anni 2%[16]
- Ascolti Italia: 1 720 000 telespettatori - share 6,70%[17]

## Oltre la morte
- Titolo originale: Death's Door
- Diretto da: Leslie Libman
- Scritto da: Greg Berlanti e Phil Klemmer (soggetto); Pam Veasey e Leigh Dana Jackson (sceneggiatura)

### Trama
- Ascolti USA: 1 440 000 telespettatori – share 18-49 anni 1%[18]
- Ascolti Italia: 1 467 000 telespettatori - share 5,50%[19]

## La cittadella
- Titolo originale: The Citadel
- Diretto da: Eagle Egilsson
- Scritto da: Jeff Rake e Grainne Godfree

### Trama
- Ascolti USA: 1 460 000 telespettatori – share 18-49 anni 2%[20]
- Ascolti Italia: 1 706 000 telespettatori - share 6,64%[21]

## La forza del passato
- Titolo originale: Rumble
- Diretto da: Nick Copus
- Scritto da: Nicholas Wootton e Ray Utarnachitt

### Trama
- Ascolti USA: 1 380 000 telespettatori – share 18-49 anni 1%[22]
- Ascolti Italia: 1 549 000 telespettatori - share 5,84%[23]

## Agguato mortale
- Titolo originale: Sitting Ducks
- Diretto da: Dermott Downs
- Scritto da: Phil Klemmer e Micah Schraft

### Trama
- Ascolti USA: 1 720 000 telespettatori – share 18-49 anni 2%[24]
- Ascolti Italia: 1 882 000 telespettatori - share 7,10%[25]

## Lotte di potere
- Titolo originale: Things Fall Apart
- Diretto da: Michael Schultz
- Scritto da: Alex Katsnelson e Leigh Dana Jackson

### Trama
- Ascolti USA: 1 390 000 telespettatori – share 18-49 anni 1%[26]
- Ascolti Italia: 1 877 000 telespettatori - share 5,70%[27]

## Il custode di mio fratello
- Titolo originale: Brother's Keeper
- Diretto da: Guy Bee
- Scritto da: Jeff Rake e Grainne Godfree

### Trama
- Ascolti USA: 1 490 000 telespettatori – share 18-49 anni 1%[28]
- Ascolti Italia: 1 578 000 telespettatori - share 6,17%[29]

## Il nemico del mio nemico
- Titolo originale: Enemy of My Enemy
- Diretto da: Steven A. Adelson
- Scritto da: Phil Klemmer e Ray Utarnachitt

### Trama
- Ascolti USA: 1 240 000 telespettatori – share 18-49 anni 1%[30]
- Ascolti Italia: 1 696 000 telespettatori - share 4,70%[31]

## Primula rossa
- Titolo originale: Superhero
- Diretto da: Dermott Downs
- Scritto da: Micah Schraft e Alex Katsnelson

### Trama
- Ascolti USA: 1 170 000 telespettatori – share 18-49 anni 1%[32]
- Ascolti Italia: 1 461 000 telespettatori - share 5,48%[33]

## Il fondatore
- Titolo originale: Endgame
- Diretto da: Jace Alexander
- Scritto da: Nicholas Wootton e Anderson MacKenzie

### Trama
- Ascolti USA: 780 000 telespettatori – share 18-49 anni 1%[34]
- Ascolti Italia: 1 890 000 telespettatori - share 5,15%[35]

## Alleanze improbabili
- Titolo originale: Smoke and Mirrors
- Diretto da: Dermott Downs
- Scritto da: Jeff Rake e Leigh Dana Jackson

### Trama
- Ascolti USA: 1 100 000 telespettatori – share 18-49 anni 1%[36]
- Ascolti Italia: 1 367 000 telespettatori - share 5.42%[37]